# ChTS-7

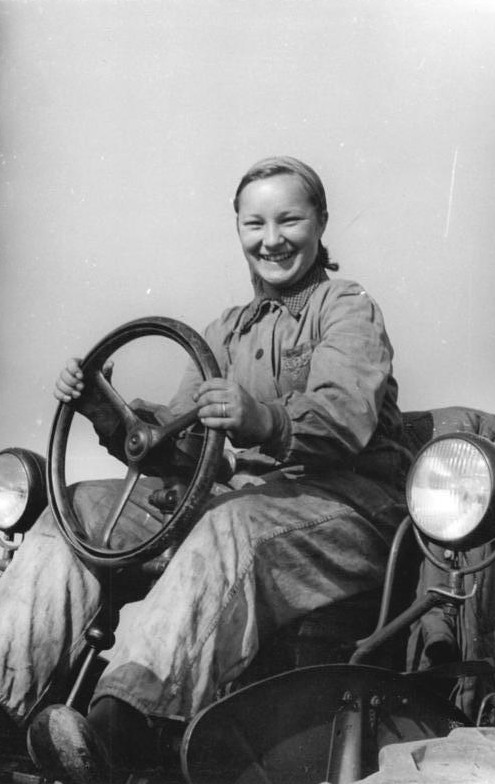
Der reversierbare Sitz samt Lenkrad

Der ChTS-7 (auch KhTZ-7 je nach Transkription) war ein Traktor, der von 1950 bis 1955 vom Charkower Traktorenwerk produziert wurde.
Haupteinsatzgebiet waren Transport- und Pflegearbeiten, weswegen die Spurweite von 1000 bis 1500 mm in 50-mm-Schritten verstellbar war. Des Weiteren war für Rückwärtsfahrt/-arbeiten der Sitz samt Lenkrad um 180° drehbar. Angetrieben wurde der Traktor von einem Zweizylinder-Viertakt-Ottomotor, der 12 PS (8,8 kW) bei 1600 min−1 aus 1320 cm³ Hubraum leistete. Die Motorleistung wurde mit einem reversierbaren mechanischen Vierganggetriebe + Kriechgang übertragen. Gebremst wurden mit einer Einzelradbremse ausschließlich die Hinterräder.
Am Heck stand für Anbaugeräte eine Dreipunkthydraulik mit motorabhängiger Zapfwelle (Nenndrehzahl 545 min−1) zur Verfügung. Eine Riemenscheibe (Durchmesser 30 cm) mit 914 min−1 für transmissionsgetriebe Maschinen war ebenfalls vorhanden.
Insgesamt wurden etwa 48.000 Exemplare des ChTS-7 gebaut, bis er 1955 vom DT-14 abgelöst wurde.

## Technische Daten
- Länge: 2550 mm
- Breite: 1240 mm
- Höhe: 1264 mm
- Gewicht: 1302 kg
- Radstand: 1650 mm
- Geschwindigkeit: 4,04 bis 12,73 km/h
- Getriebe mit 5 Vorwärts- und 4 Rückwärtsgängen